# Tenuiphantes tenuis
Tenuiphantes tenuis là một loài nhện trong họ Linyphiidae. Con cái có kích thước 2,1 đến 3,2 mm, con đực 2 đến 2,6 mm. Loài này phân bố ở Châu Âu, Macaronesia, Bắc Phi, Thổ Nhĩ Kỳ, Kavkaz, Trung Á.